# برايان رياسكوس
برايان رياسكوس (بالإسبانية: Brayan Riascos)‏ (10 أكتوبر 1994 ببوينافينتورا في كولومبيا - ) هو لاعب كرة قدم كولومبي في مركز الهجوم. لعب مع أتلتيكو براغانتينو ونادي كورينثيانز وديسبورتيفو تروفينسي والخليج وميتاليست خاركيفرابطة فلامينغو الرياضية ‏.

## روابط خارجية
- برايان رياسكوس على موقع اتحاد أوكرانيا (الإنجليزية)
- برايان رياسكوس على موقع إي إس بي إن إف سي (الإنجليزية)
- برايان رياسكوس على موقع قاعدة بيانات كرة القدم.إي يو (الإنجليزية)
- برايان رياسكوس على موقع ليكيب (الفرنسية)
- برايان رياسكوس على موقع Soccerway.com (الإنجليزية)
- برايان رياسكوس على موقع عالم كرة القدم.نت (الإنجليزية)
- برايان رياسكوس على موقع AS.com (الإسبانية)